# Specialized

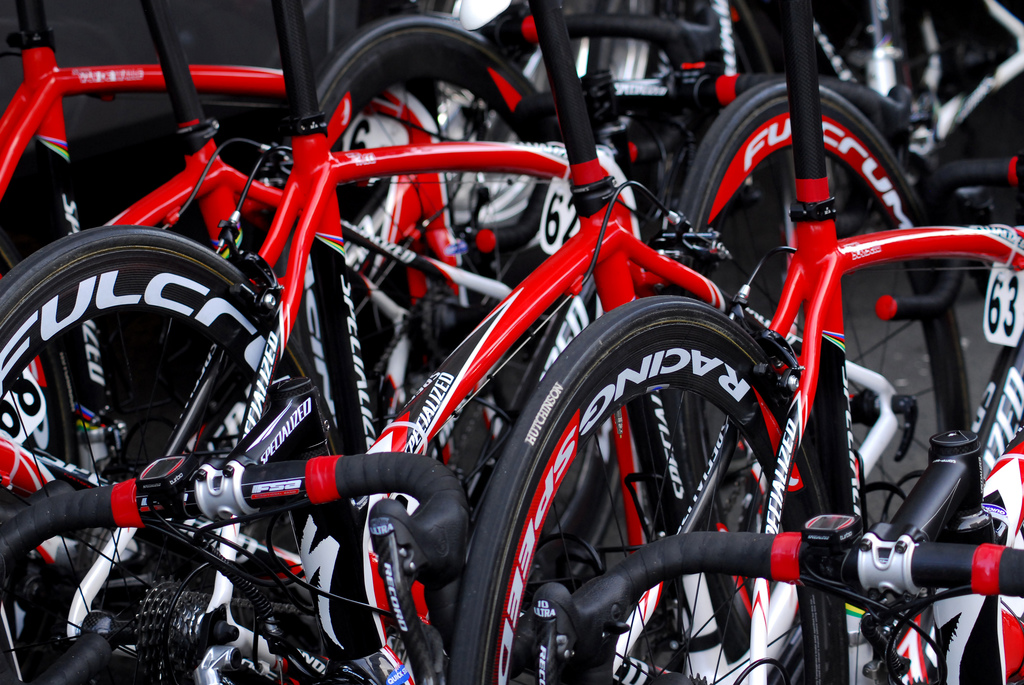
Specialized-fietsen van de Quick·Step - Innergetic-wielerploeg in 2007

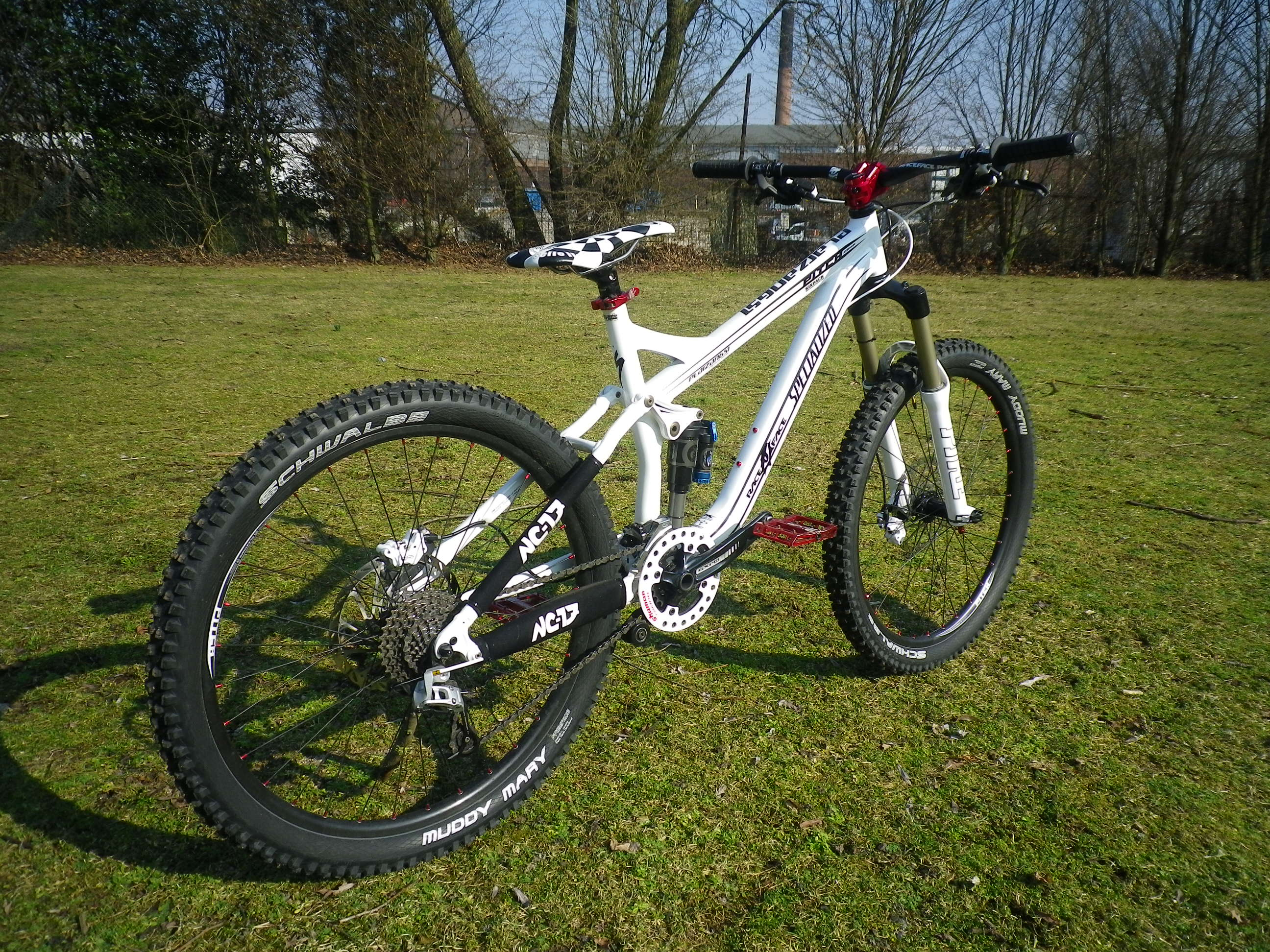
Specialized Pitch Comp 2010

Specialized Bicycle Components is een Amerikaanse constructeur van fietsen en fietsonderdelen met als thuisbasis Morgan Hill, Californië.

## Geschiedenis
Specialized werd in 1974 opgericht door Mike Sinyard en maakte oorspronkelijk de Allez-koersfiets en de Sequoia-toerfiets. In 1981 bracht het bedrijf als eerste een mountainbike voor het grote publiek op de markt: de Stumpjumper.
Specialized kwam op de fietsenmarkt met innovaties zoals het driespaaks triatlonwiel (in samenwerking met Dupont) en de Brain-shock, een full-suspension-veersysteem (in samenwerking met Fox Racing Shocks). Het motto van het bedrijf is "Innovate or die" (innoveer of ga ten onder). Specialized maakt mountainbikes, racefietsen, BMX-fietsen en toerfietsen. Verder biedt het kleding, helmen en onderdelen aan.
In 2003 en in 2008 reed de wereldkampioen mountainbiken cross-country met een fiets van Specialized. Vanaf het begin van wielerseizoen 2009 leverde Specialized ook fietsen voor de ProTour-ploeg Team Saxo Bank-Tinkoff en vanaf 2011 ook fietsen, schoenen en helmen voor de Belgische ploeg Omega Pharma-Quickstep. Filip Meirhaeghe was een succesvolle mountainbiker bij Specialized.

## Fietsen

### Mountainbikes
- Epic: competitive full-suspension cross country
- Stumpjumper FSR: full-suspension cross country
- Camber FSR: full suspension cross country
- Era FSR: women's full-suspension cross country
- Safire FSR: women's full-suspension cross country
- Myka FSR: women's full-suspension recreational
- FSRxc: light full-suspension cross country
- Enduro SL: full-suspension all mountain
- Pitch: full-suspension all mountain
- SX Trail: full-suspension freeride
- Demo: full-suspension downhill
- BigHit: full-suspension freeride
- P.Bikes: progressive hardtail
- Stumpjumper HT: competitive hardtail cross country
- Era HT: women's hardtail cross country
- Rockhopper: recreational hardtail cross country
- Hardrock: all-terrain hardtail
- HRXC: all-terrain hard tail
- Hotrock: kindermountainbike

### Koersfietsen
- Langster: piste fiets
- Tarmac: competitive road
- Venge: aerodynamic road
- Allez: competitive road
- Roubaix: performance endurance road
- Secteur: comfortable endurance road
- Ruby: women's performance road
- Dolce: women's performance road
- Sequoia: recreatief
- Shiv: triathlon en tijdrijden

### Actief
- Sirrus: ergonomisch fitnessrijden en/of ambitieus woon-werkverkeer (sportieve stadsfiets)
- Vita: vrouwen recreatief fitness
- Globe: performance urban/utility
- Globe Centrum: performance urban/utility
- GlobeCity: performance urban/utility
- Crossroads: comfort street
- Expedition: comfort all-terrain
- Crosstrail: city bike
- Turbo: sportieve stadsfiets met elektrische ondersteuning

| Naam                                        | Type                             | Productfamilie | Materiaal | Groep  | 2025  | 2025    | 2024  | 2024    | 2023  | 2023    | 2022  | 2022    | 2021  | 2021    | 2020  | 2020    | 2019  | 2019    | 2018  | 2018    | 2017  | 2017    |
| Naam                                        | Type                             | Productfamilie | Materiaal | Groep  | Model | Prijs   | Model | Prijs   | Model | Prijs   | Model | Prijs   | Model | Prijs   | Model | Prijs   | Model | Prijs   | Model | Prijs   | Model | Prijs   |
| ------------------------------------------- | -------------------------------- | -------------- | --------- | ------ | ----- | ------- | ----- | ------- | ----- | ------- | ----- | ------- | ----- | ------- | ----- | ------- | ----- | ------- | ----- | ------- | ----- | ------- |
| Sirrus X 1.0                                | 1.0                              | Sirrus X       | Aluminium | Fiets  | Ja    | € 650   | Nee   | –       | Nee   | –       | Nee   | –       | Nee   | –       | Nee   | –       | Nee   | –       | Nee   | –       | Nee   | –       |
| Sirrus X 2.0                                | 2.0                              | Sirrus X       | Aluminium | Fiets  | Ja    | € 750   | Ja    | € 750   | Nee   | –       | Ja    | € 750   | Ja    | € 540   | Nee   | –       | Nee   | –       | Nee   | –       | Nee   | –       |
| Sirrus X 2.0 Step-Through                   | 2.0 Step-Through                 | Sirrus X       | Aluminium | Fiets  | Ja    | € 750   | Ja    | € 750   | Ja    | € 600   | Ja    | € 750   | Nee   | –       | Nee   | –       | Nee   | –       | Nee   | –       | Nee   | –       |
| Sirrus X 3.0                                | 3.0                              | Sirrus X       | Aluminium | Fiets  | Nee   | –       | Ja    | € 900   | Nee   | –       | Ja    | € 1.100 | Ja    | € 900   | Ja    | € 799   | Nee   | –       | Nee   | –       | Nee   | –       |
| Sirrus X 3.0 Step-Through                   | 3.0 Step-Through                 | Sirrus X       | Aluminium | Fiets  | Ja    | € 900   | Nee   | –       | Nee   | –       | Nee   | –       | Nee   | –       | Nee   | –       | Nee   | –       | Nee   | –       | Nee   | –       |
| Sirrus X 3.0 Step-Through EQ                | 3.0 Step-Through EQ              | Sirrus X       | Aluminium | Fiets  | Nee   | –       | Ja    | € 1.200 | Ja    | € 1.050 | Nee   | –       | Nee   | –       | Nee   | –       | Nee   | –       | Nee   | –       | Nee   | –       |
| Sirrus X 3.0 EQ                             | 3.0 EQ                           | Sirrus X       | Aluminium | Fiets  | Ja    | € 1.200 | Ja    | € 1.200 | Ja    | € 1.050 | Nee   | –       | Nee   | –       | Nee   | –       | Nee   | –       | Nee   | –       | Nee   | –       |
| Sirrus X 4.0                                | 4.0                              | Sirrus X       | Aluminium | Fiets  | Ja    | € 1.400 | Nee   | –       | Ja    | € 1.400 | Ja    | € 1.750 | Ja    | € 1.400 | Ja    | € 1.299 | Nee   | –       | Nee   | –       | Nee   | –       |
| Sirrus X 4.0 EQ                             | 4.0 EQ                           | Sirrus X       | Aluminium | Fiets  | Ja    | € 1.750 | Ja    | € 1.750 | Ja    | € 1.500 | Nee   | –       | Nee   | –       | Nee   | –       | Nee   | –       | Nee   | –       | Nee   | –       |
| Sirrus X 5.0                                | 5.0                              | Sirrus X       | Carbon    | Fiets  | Nee   | –       | Nee   | –       | Ja    | € 2.100 | Ja    | € 2.100 | Ja    | € 2.500 | Ja    | € 1.699 | Nee   | –       | Nee   | –       | Nee   | –       |
| Sirrus X 6.0                                | 6.0                              | Sirrus X       | Carbon    | Fiets  | Ja    | € 2.600 | Nee   | –       | Nee   | –       | Nee   | –       | Nee   | –       | Nee   | –       | Nee   | –       | Nee   | –       | Nee   | –       |
| Sirrus X Comp Carbon                        | Comp Carbon                      | Sirrus X       | Carbon    | Fiets  | Nee   | –       | Nee   | –       | Nee   | –       | Nee   | –       | Nee   | –       | Ja    | € 1.699 | Nee   | –       | Nee   | –       | Nee   | –       |
| Sirrus - V-Brake                            | V-Brake                          | Sirrus         | Aluminium | Fiets  | Nee   | –       | Nee   | –       | Nee   | –       | Nee   | –       | Nee   | –       | Ja    | € 469   | Nee   | –       | Ja    | € 449   | Nee   | –       |
| Sirrus                                      | Sirrus                           | Sirrus         | Aluminium | Fiets  | Nee   | –       | Nee   | –       | Nee   | –       | Nee   | –       | Nee   | –       | Ja    | € 599   | Ja    | € 599   | Nee   | –       | Nee   | –       |
| Sirrus Step-Through                         | Sirrus Step-Through              | Sirrus         | Aluminium | Fiets  | Nee   | –       | Nee   | –       | Nee   | –       | Nee   | –       | Nee   | –       | Ja    | € 599   | Nee   | –       | Nee   | –       | Nee   | –       |
| Sirrus Disc                                 | Disc                             | Sirrus         | Aluminium | Fiets  | Nee   | –       | Nee   | –       | Nee   | –       | Nee   | –       | Nee   | –       | Nee   | –       | Nee   | –       | Ja    | € 599   | Nee   | –       |
| Sirrus 1.0                                  | 1.0                              | Sirrus         | Aluminium | Fiets  | Nee   | –       | Nee   | –       | Nee   | –       | Ja    | € 650   | Ja    | € 549   | Ja    | € 499   | Nee   | –       | Nee   | –       | Nee   | –       |
| Sirrus 2.0                                  | 2.0                              | Sirrus         | Aluminium | Fiets  | Nee   | –       | Ja    | € 540   | Nee   | –       | Ja    | € 750   | Ja    | € 649   | Nee   | –       | Nee   | –       | Nee   | –       | Nee   | –       |
| Sirrus 2.0 Step-Through                     | 2.0 Step-Through                 | Sirrus         | Aluminium | Fiets  | Nee   | –       | Ja    | € 540   | Nee   | –       | Ja    | € 750   | Ja    | € 649   | Nee   | –       | Nee   | –       | Nee   | –       | Nee   | –       |
| Sirrus 3.0                                  | 3.0                              | Sirrus         | Aluminium | Fiets  | Nee   | –       | Nee   | –       | Ja    | € 900   | Ja    | € 800   | Ja    | € 800   | Nee   | –       | Nee   | –       | Nee   | –       | Nee   | –       |
| Sirrus 3.0 EQ                               | 3.0 Step-Through EQ              | Sirrus         | Aluminium | Fiets  | Nee   | –       | Nee   | –       | Ja    | € 1.100 | Nee   | –       | Ja    | € 900   | Nee   | –       | Nee   | –       | Nee   | –       | Nee   | –       |
| Sirrus 3.0 Step-Through EQ                  | 3.0 Step-Through EQ              | Sirrus         | Aluminium | Fiets  | Nee   | –       | Nee   | –       | Ja    | € 1.100 | Nee   | –       | Nee   | –       | Nee   | –       | Nee   | –       | Nee   | –       | Nee   | –       |
| Sirrus 4.0                                  | 4.0                              | Sirrus         | Aluminium | Fiets  | Nee   | –       | Ja    | € 1.600 | Nee   | –       | Nee   | –       | Nee   | –       | Nee   | –       | Nee   | –       | Nee   | –       | Nee   | –       |
| Sirrus EQ                                   | EQ                               | Sirrus         | Aluminium | Fiets  | Nee   | –       | Nee   | –       | Nee   | –       | Nee   | –       | Nee   | –       | Ja    | € 849   | Ja    | € 779   | Nee   | –       | Nee   | –       |
| Sirrus EQ Step-Through                      | EQ Step-Through                  | Sirrus         | Aluminium | Fiets  | Nee   | –       | Nee   | –       | Nee   | –       | Nee   | –       | Nee   | –       | Ja    | € 849   | Ja    | € 779   | Nee   | –       | Nee   | –       |
| Sirrus Sport                                | Sport                            | Sirrus         | Aluminium | Fiets  | Nee   | –       | Nee   | –       | Nee   | –       | Nee   | –       | Nee   | –       | Ja    | € 849   | Nee   | –       | Ja    | € 779   | Nee   | –       |
| Sirrus Sport Alloy Disc                     | Sport Alloy Disc                 | Sirrus         | Aluminium | Fiets  | Nee   | –       | Nee   | –       | Nee   | –       | Nee   | –       | Nee   | –       | Nee   | –       | Nee   | –       | Ja    | € 849   | Nee   | –       |
| Sirrus Sport Step-Through                   | Sport Step-Through               | Sirrus         | Aluminium | Fiets  | Nee   | –       | Nee   | –       | Nee   | –       | Nee   | –       | Nee   | –       | Nee   | –       | Ja    | € 869   | Nee   | –       | Nee   | –       |
| Sirrus Sport Alloy Step-Through EQ          | Sport Alloy Step-Through EQ      | Sirrus         | Aluminium | Fiets  | Nee   | –       | Nee   | –       | Nee   | –       | Nee   | –       | Nee   | –       | Nee   | –       | Nee   | –       | Ja    | € 999   | Nee   | –       |
| Sirrus Elite Alloy                          | Elite Alloy                      | Sirrus         | Aluminium | Fiets  | Nee   | –       | Nee   | –       | Nee   | –       | Nee   | –       | Nee   | –       | Ja    | € 999   | Nee   | –       | Ja    | € 979   | Nee   | –       |
| Sirrus Elite Alloy Step-Through             | Elite Alloy Step-Through         | Sirrus         | Aluminium | Fiets  | Nee   | –       | Nee   | –       | Nee   | –       | Nee   | –       | Nee   | –       | Nee   | –       | Nee   | –       | Ja    | € 979   | Nee   | –       |
| Sirrus Sport EQ                             | Sport EQ                         | Sirrus         | Aluminium | Fiets  | Nee   | –       | Nee   | –       | Nee   | –       | Nee   | –       | Nee   | –       | Ja    | € 1.099 | Ja    | € 999   | Nee   | –       | Nee   | –       |
| Sirrus Elite EQ                             | Elite EQ                         | Sirrus         | Aluminium | Fiets  | Nee   | –       | Nee   | –       | Nee   | –       | Nee   | –       | Nee   | –       | Ja    | € 1.299 | Nee   | –       | Ja    | € 1.299 | Nee   | –       |
| Sirrus Elite EQ Step-Through                | Elite EQ Step-Through            | Sirrus         | Aluminium | Fiets  | Nee   | –       | Nee   | –       | Nee   | –       | Nee   | –       | Nee   | –       | Ja    | € 1.299 | Ja    | € 1.499 | Nee   | –       | Nee   | –       |
| Sirrus Elite Carbon                         | Elite Carbon                     | Sirrus         | Carbon    | Fiets  | Nee   | –       | Nee   | –       | Nee   | –       | Nee   | –       | Nee   | –       | Ja    | € 1.349 | Nee   | –       | Nee   | –       | Nee   | –       |
| Sirrus Expert                               | Expert                           | Sirrus         | Carbon    | Fiets  | Nee   | –       | Nee   | –       | Nee   | –       | Nee   | –       | Nee   | –       | Ja    | € 1.949 | Nee   | –       | Nee   | –       | Nee   | –       |
| Turbo Como 3.0                              | 3.0                              | Turbo Como     | Aluminium | E-bike | Nee   | –       | Nee   | –       | Ja    | € 2.800 | Nee   | –       | Ja    | € 3.100 | Nee   | –       | Nee   | –       | Nee   | –       | Nee   | –       |
| Turbo Como 3.0 IGH                          | 3.0 IGH                          | Turbo Como     | Aluminium | E-bike | Nee   | –       | Nee   | –       | Ja    | € 3.000 | Nee   | –       | Nee   | –       | Nee   | –       | Nee   | –       | Nee   | –       | Nee   | –       |
| Turbo Como 4.0                              | 4.0                              | Turbo Como     | Aluminium | E-bike | Nee   | –       | Nee   | –       | Ja    | € 3.300 | Nee   | –       | Ja    | € 3.600 | Ja    | € 3.199 | Nee   | –       | Ja    | € 2.799 | Nee   | –       |
| Turbo Como 4.0 IGH                          | 4.0 IGH                          | Turbo Como     | Aluminium | E-bike | Nee   | –       | Nee   | –       | Ja    | € 3.900 | Nee   | –       | Nee   | –       | Nee   | –       | Nee   | –       | Nee   | –       | Nee   | –       |
| Turbo Como 5.0                              | 5.0                              | Turbo Como     | Aluminium | E-bike | Nee   | –       | Nee   | –       | Ja    | € 4.200 | Nee   | –       | Ja    | € 4.400 | Nee   | –       | Ja    | € 3.599 | Nee   | –       | Nee   | –       |
| Turbo Como 6.0                              | 6.0                              | Turbo Como     | Aluminium | E-bike | Nee   | –       | Nee   | –       | Nee   | –       | Nee   | –       | Nee   | –       | Nee   | –       | Ja    | € 3.999 | Nee   | –       | Nee   | –       |
| Turbo Vado 1.0 - Men's                      | 1.0 - Men's                      | Turbo Vado     | Aluminium | E-bike | Nee   | –       | Nee   | –       | Nee   | –       | Nee   | –       | Nee   | –       | Nee   | –       | Ja    | € 2.399 | Nee   | –       | Nee   | –       |
| Turbo Vado 1.0 - Women's                    | 1.0 - Women's                    | Turbo Vado     | Aluminium | E-bike | Nee   | –       | Nee   | –       | Nee   | –       | Nee   | –       | Nee   | –       | Nee   | –       | Ja    | € 2.399 | Nee   | –       | Nee   | –       |
| Turbo Vado 2.0 - Men's                      | 2.0 - Men's                      | Turbo Vado     | Aluminium | E-bike | Nee   | –       | Nee   | –       | Nee   | –       | Nee   | –       | Nee   | –       | Nee   | –       | Nee   | –       | Ja    | € 2.799 | Nee   | –       |
| Turbo Vado 2.0 - Women's                    | 2.0 - Women's                    | Turbo Vado     | Aluminium | E-bike | Nee   | –       | Nee   | –       | Nee   | –       | Nee   | –       | Nee   | –       | Nee   | –       | Nee   | –       | Ja    | € 2.799 | Nee   | –       |
| Turbo Vado 3.0                              | 3.0                              | Turbo Vado     | Aluminium | E-bike | Nee   | –       | Nee   | –       | Nee   | –       | Nee   | –       | Ja    | € 3.100 | Ja    | € 2.699 | Nee   | –       | Ja    | € 2.999 | Nee   | –       |
| Turbo Vado 3.0 Step-Through                 | 3.0 Step-Through                 | Turbo Vado     | Aluminium | E-bike | Nee   | –       | Nee   | –       | Nee   | –       | Nee   | –       | Ja    | € 3.100 | Ja    | € 2.699 | Nee   | –       | Ja    | € 2.999 | Ja    | € 2.999 |
| Turbo Vado 4.0                              | 4.0                              | Turbo Vado     | Aluminium | E-bike | Ja    | € 3.500 | Nee   | –       | Nee   | –       | Nee   | –       | Ja    | € 3.600 | Ja    | € 3.199 | Ja    | € 3.599 | Nee   | –       | Nee   | –       |
| Turbo Vado 4.0 Step-Through                 | 4.0 Step-Through                 | Turbo Vado     | Aluminium | E-bike | Nee   | –       | Nee   | –       | Ja    | € 3.500 | Nee   | –       | Ja    | € 3.500 | Ja    | € 3.199 | Ja    | € 3.599 | Nee   | –       | Nee   | –       |
| Turbo Vado 4.0 IGH                          | 4.0 IGH                          | Turbo Vado     | Aluminium | E-bike | Ja    | € 4.100 | Nee   | –       | Nee   | –       | Nee   | –       | Nee   | –       | Nee   | –       | Nee   | –       | Nee   | –       | Nee   | –       |
| Turbo Vado 5.0                              | 5.0                              | Turbo Vado     | Aluminium | E-bike | Ja    | € 4.500 | Nee   | –       | Ja    | € 4.500 | Nee   | –       | Ja    | € 4.400 | Nee   | –       | Ja    | € 3.999 | Nee   | –       | Nee   | –       |
| Turbo Vado 5.0 Step-Through                 | 5.0 Step-Through                 | Turbo Vado     | Aluminium | E-bike | Nee   | –       | Nee   | –       | Ja    | € 4.500 | Nee   | –       | Ja    | € 4.400 | Nee   | –       | Nee   | –       | Nee   | –       | Ja    | € 3.799 |
| Turbo Vado 6.0                              | 6.0                              | Turbo Vado     | Aluminium | E-bike | Nee   | –       | Nee   | –       | Nee   | –       | Nee   | –       | Nee   | –       | Nee   | –       | Nee   | –       | Ja    | € 4.399 | Nee   | –       |
| Turbo Vado 6.0 - Speed Pedelec              | 6.0 - Speed Pedelec              | Turbo Vado     | Aluminium | E-bike | Nee   | –       | Nee   | –       | Nee   | –       | Nee   | –       | Ja    | € 5.500 | Nee   | –       | Ja    | € 4.599 | Nee   | –       | Nee   | –       |
| Turbo Vado 6.0 Step-Through - Speed Pedelec | 6.0 Step-Through - Speed Pedelec | Turbo Vado     | Aluminium | E-bike | Nee   | –       | Nee   | –       | Nee   | –       | Nee   | –       | Ja    | € 5.500 | Nee   | –       | Ja    | € 4.599 | Nee   | –       | Nee   | –       |

### Gravel/veldrijden
- CruX: cyclo-cross c.q. gravelracer (het type 'S-Works Crux' wordt tijdens veldritten gebruikt door Kata Blanka Vas en Marie Schreiber van Team SD Worx-Protime en is tijdens de wereldkampioenschappen gravel 2024 ook gebruikt door Lotte Kopecky.[1])
- Diverge: gravelracer
- Turbo Creo: gravelracer met elektrische ondersteuning

| Naam                       | Type          | Productfamilie             | Materiaal | 2025  | 2025     | 2024  | 2024     | 2023  | 2023     | 2022  | 2022     | 2021  | 2021     | 2020  | 2020     | 2019  | 2019    | 2018  | 2018    |
| Naam                       | Type          | Productfamilie             | Materiaal | Model | Prijs    | Model | Prijs    | Model | Prijs    | Model | Prijs    | Model | Prijs    | Model | Prijs    | Model | Prijs   | Model | Prijs   |
| -------------------------- | ------------- | -------------------------- | --------- | ----- | -------- | ----- | -------- | ----- | -------- | ----- | -------- | ----- | -------- | ----- | -------- | ----- | ------- | ----- | ------- |
| Diverge E5                 | Base E5       | Diverge                    | Aluminium | Ja    | € 1.300  | Ja    | € 1.300  | Ja    | € 1.300  | Ja    | € 1.300  | Ja    | € 1.300  | Ja    | € 1.049  | Nee   | –       | Nee   | –       |
| Diverge Sport E5           | Sport E5      | Diverge                    | Aluminium | Nee   | –        | Nee   | –        | Nee   | –        | Nee   | –        | Nee   | –        | Nee   | –        | Nee   | –       | Ja    | € 999   |
| Diverge Elite E5           | Elite E5      | Diverge                    | Aluminium | Ja    | € 1.900  | Ja    | € 1.900  | Ja    | € 1.900  | Ja    | € 1.900  | Ja    | € 2.000  | Ja    | € 1.699  | Nee   | –       | Nee   | –       |
| Diverge Comp E5            | Comp E5       | Diverge                    | Aluminium | Ja    | € 2.700  | Ja    | € 2.700  | Ja    | € 2.700  | Ja    | € 2.700  | Ja    | € 2.500  | Ja    | € 2.099  | Ja    | € 1.949 | Ja    | € 1.899 |
| Diverge X1                 | X1            | Diverge                    | Carbon    | Nee   | –        | Nee   | –        | Nee   | –        | Nee   | –        | Nee   | –        | Ja    | € 2.499  | Nee   | –       | Nee   | –       |
| Diverge Base Carbon        | Base Carbon   | Diverge                    | Carbon    | Nee   | –        | Nee   | –        | Nee   | –        | Nee   | –        | Ja    | € 3.000  | Nee   | –        | Nee   | –       | Nee   | –       |
| Diverge Sport Carbon       | Sport Carbon  | Diverge                    | Carbon    | Ja    | € 3.500  | Ja    | € 3.500  | Ja    | € 3.500  | Ja    | € 3.500  | Ja    | € 3.500  | Ja    | € 2.799  | Ja    | € 2.799 | Nee   | –       |
| Diverge Comp Carbon        | Comp Carbon   | Diverge                    | Carbon    | Ja    | € 4.500  | Ja    | € 4.500  | Nee   | –        | Ja    | € 4.500  | Ja    | € 4.500  | Ja    | € 3.499  | Ja    | € 3.499 | Ja    | € 2.999 |
| Diverge Expert Carbon      | Expert Carbon | Diverge                    | Carbon    | Ja    | € 6.300  | Ja    | € 6.300  | Ja    | € 6.300  | Ja    | € 6.300  | Ja    | € 5.800  | Ja    | € 4.799  | Ja    | € 4.799 | Ja    | € 3.999 |
| Diverge Pro Carbon         | Pro Carbon    | Diverge                    | Carbon    | Nee   | –        | Nee   | –        | Nee   | –        | Ja    | € 9.200  | Ja    | € 8.000  | Nee   | –        | Nee   | –       | Nee   | –       |
| S-Works Diverge            | S-Works       | Diverge                    | Carbon    | Nee   | –        | Nee   | –        | Nee   | –        | Ja    | € 14.000 | Ja    | € 12.000 | Ja    | € 10.299 | Nee   | –       | Nee   | –       |
| Diverge STR Comp           | Comp          | Diverge STR                | Carbon    | Nee   | –        | Ja    | € 5.000  | Nee   | –        | Nee   | –        | Nee   | –        | Nee   | –        | Nee   | –       | Nee   | –       |
| Diverge STR Expert         | Comp          | Diverge STR                | Carbon    | Nee   | –        | Ja    | € 7.000  | Ja    | € 7.000  | Nee   | –        | Nee   | –        | Nee   | –        | Nee   | –       | Nee   | –       |
| Diverge STR Pro            | Pro           | Diverge STR                | Carbon    | Nee   | –        | Ja    | € 9.000  | Ja    | € 9.000  | Nee   | –        | Nee   | –        | Nee   | –        | Nee   | –       | Nee   | –       |
| S-Works Diverge STR        | S-Works       | Diverge STR                | Carbon    | Nee   | –        | Nee   | –        | Ja    | € 14.000 | Nee   | –        | Nee   | –        | Nee   | –        | Nee   | –       | Nee   | –       |
| Diverge Comp E5 EVO        | Comp E5       | Diverse EVO                | Aluminium | Nee   | –        | Nee   | –        | Nee   | –        | Nee   | –        | Ja    | € 2.200  | Nee   | –        | Nee   | –       | Nee   | –       |
| Diverge Expert E5 EVO      | Expert E5     | Diverse EVO                | Aluminium | Nee   | –        | Nee   | –        | Nee   | –        | Ja    | € 3.700  | Ja    | € 3.700  | Nee   | –        | Nee   | –       | Nee   | –       |
| CruX E5                    | E5            | Crux                       | Aluminium | Nee   | –        | Nee   | –        | Nee   | –        | Nee   | –        | Nee   | –        | Nee   | –        | Nee   | –       | Ja    | € 1.499 |
| CruX Sport E5              | Sport E5      | Crux                       | Aluminium | Nee   | –        | Nee   | –        | Nee   | –        | Nee   | –        | Nee   | –        | Nee   | –        | Ja    | € 1.849 | Ja    | € 1.999 |
| Crux DSW Comp              | DSW Comp      | Crux                       | Aluminium | Ja    | € 2.700  | Nee   | –        | Nee   | –        | Nee   | –        | Nee   | –        | Nee   | –        | Nee   | –       | Nee   | –       |
| CruX Sport                 | Sport         | Crux                       | Carbon    | Nee   | –        | Nee   | –        | Nee   | –        | Nee   | –        | Nee   | –        | Nee   | –        | Nee   | –       | Ja    | € 2.999 |
| Crux                       | Crux          | Crux                       | Carbon    | Nee   | –        | Nee   | –        | Nee   | –        | Nee   | –        | Ja    | € 3.300  | Nee   | –        | Nee   | –       | Nee   | –       |
| Crux Elite                 | Elite         | Crux                       | Carbon    | Nee   | –        | Nee   | –        | Nee   | –        | Nee   | –        | Nee   | –        | Ja    | € 4.500  | Ja    | € 3.199 | Ja    | € 3.299 |
| Crux Comp                  | Comp          | Crux                       | Carbon    | Ja    | € 4.000  | Ja    | € 4.000  | Nee   | –        | Ja    | € 4.000  | Ja    | € 4.800  | Nee   | –        | Nee   | –       | Nee   | –       |
| Crux Expert                | Expert        | Crux                       | Carbon    | Ja    | € 6.000  | Ja    | € 6.000  | Ja    | € 6.000  | Ja    | € 6.000  | Nee   | –        | Ja    | € 4.699  | Ja    | € 4.699 | Nee   | –       |
| Crux Pro                   | Pro           | Crux                       | Carbon    | Ja    | € 8.000  | Ja    | € 6.400  | Ja    | € 8.000  | Ja    | € 8.000  | Ja    | € 7.000  | Nee   | –        | Nee   | –       | Nee   | –       |
| S-Works Crux               | S-Works       | Crux                       | Carbon    | Ja    | € 13.000 | Ja    | € 9.775  | Ja    | € 9.775  | Ja    | € 11.500 | Nee   | –        | Ja    | € 9.299  | Ja    | € 9.299 | Ja    | € 7.999 |
| Turbo Creo 2 Comp E5       | Comp E5       | Turbo Creo 2 (E-bike)      | Aluminium | Nee   | –        | Ja    | € 4.600  | Ja    | € 4.500  | Ja    | € 3.900  | Ja    | € 4.600  | Nee   | –        | Nee   | –       | Nee   | –       |
| Turbo Creo 2 Comp          | Comp          | Turbo Creo 2 (E-bike)      | Carbon    | Ja    | € 6.000  | Ja    | € 6.000  | Nee   | –        | Nee   | –        | Nee   | –        | Nee   | –        | Nee   | –       | Nee   | –       |
| Turbo Creo 2 Expert        | Expert        | Turbo Creo 2 (E-bike)      | Carbon    | Ja    | € 8.500  | Ja    | € 8.500  | Nee   | –        | Nee   | –        | Nee   | –        | Nee   | –        | Nee   | –       | Nee   | –       |
| S-Works Turbo Creo 2       | S-Works       | Turbo Creo 2 (E-bike)      | Carbon    | Nee   | –        | Ja    | € 13.000 | Nee   | –        | Nee   | –        | Nee   | –        | Nee   | –        | Nee   | –       | Nee   | –       |
| Turbo Creo SL Comp         | Comp          | Turbo Creo SL (E-bike)     | Carbon    | Nee   | –        | Nee   | –        | Nee   | –        | Ja    | € 5.800  | Ja    | € 6.000  | Nee   | –        | Nee   | –       | Nee   | –       |
| Turbo Creo SL Expert       | Expert        | Turbo Creo SL (E-bike)     | Carbon    | Nee   | –        | Nee   | –        | Nee   | –        | Ja    | € 8.700  | Ja    | € 8.700  | Ja    | € 8.499  | Nee   | –       | Nee   | –       |
| S-Works Turbo Creo SL      | S-Works       | Turbo Creo SL (E-bike)     | Carbon    | Nee   | –        | Nee   | –        | Nee   | –        | Ja    | € 13.000 | Ja    | € 13.000 | Ja    | € 12.499 | Nee   | –       | Nee   | –       |
| S-Works Turbo Creo SL (FE) | S-Works       | Turbo Creo SL (E-bike)     | Carbon    | Nee   | –        | Nee   | –        | Nee   | –        | Nee   | –        | Nee   | –        | Ja    | € 14.499 | Nee   | –       | Nee   | –       |
| Turbo Creo SL Comp EVO     | Comp          | Turbo Creo SL EVO (E-bike) | Carbon    | Nee   | –        | Nee   | –        | Nee   | –        | Ja    | € 4.900  | Ja    | € 6.000  | Nee   | –        | Nee   | –       | Nee   | –       |
| Turbo Creo SL Expert EVO   | Expert        | Turbo Creo SL EVO (E-bike) | Carbon    | Nee   | –        | Nee   | –        | Nee   | –        | Ja    | € 8.700  | Ja    | € 8.500  | Ja    | € 8.499  | Nee   | –       | Nee   | –       |
| S-Works Turbo Creo SL EVO  | S-Works       | Turbo Creo SL EVO (E-bike) | Carbon    | Nee   | –        | Nee   | –        | Nee   | –        | Ja    | € 13.000 | Ja    | € 13.000 | Nee   | –        | Nee   | –       | Nee   | –       |

### BMX
- Fuse: performance dirt/street/vertical

## Sponsoring wielerploegen
Specialized is anno 2025 de fietsensponsor van volgende ploegen:
- Soudal-Quick Step (vanaf 2007 tot en met ten minste 2027)
- Team SD Worx (vanaf 2014 tot en met ten minste 2028)[2]
- Bora-Hansgrohe (vanaf 2017)
- FDJ-SUEZ (vanaf 2025)

Voorheen was Specialized ook de fietsensponsor van de volgende ploegen:
- Tinkoff (2009-2016)
- Astana Pro Team (2010-2016)
- Total Energies (2022-2023)

## Bedrijfsvoering
De activiteiten van Specialized in Nederland, Frankrijk, Scandinavië en Oost-Europa worden gerealiseerd vanuit de dochteronderneming 'Specialized Europe B.V.' gevestigd te Arnhem, Nederland. Dit bedrijf heeft 2 kapitaalbelangen van 100% in respectievelijk 'PEKsport s.r.o.' (gevestigd te Praag) en 'Specialized Netherlands Retail B.V.' (gevestigd te Arnhem). Verder heeft Specialized dochterondernemingen in:
- Argentinië: Specialized Argentina
- Australië: Specialized Australia
- Brazilië: Specialized Brazil
- China: Specialized Shanghai
- Chili: Specialized Chile
- Colombia: Specialized Colombia S.A.S.
- Duitsland: Specialized Germany GmbH
- Italië: Specialized Italia
- Japan: Specialized Japan
- Ierland: Specialized Ireland
- Maleisië: Specialized Bicycle Components Malaysia SDN. BHD.
- Mexico: Specialized Mexico
- Nieuw-Zeeland: Specialized New Zealand

- Peru: Specialized Peru
- Polen: Specialized Poland
- Portugal: Specialized Portugal
- Rusland: Specialized Russia
- Spanje: Specialized BC Espana
- Singapore: Specialized Asia Pacific Pte Ltd
- Taiwan: Specialized Bicycle Components Taiwan Limited
- Thailand: Specialized Bicycle Components (Thailand) Co., Ltd.
- Uruguay: Specialized Uruguay S.R.L
- Zwitserland: Specialized Europe GmbH
- Zuid-Afrika: Specialized Bicycles Africa
- Zuid-Korea: Specialized Korea, LLC

### Resultaten Specialized Europe B.V.
Onderstaand de resultaten van Specialized Europe B.V.
| Jaar | Omzet (in €) | Omzet (in €) | Omzet (in €) | Omzet (in €) | Omzet (in €) | Omzet (in €) | Omzet (in €) | Netto resultaat na belastingen (in €)* | Werknemers | Werknemers | Werknemers |       |
| Jaar | Duitsland    | Frankrijk    | Scandinavië  | Nederland    | Oost Europa  | Overige      | Totaal       | Netto resultaat na belastingen (in €)* | Nederland  | buiten NL  | Totaal     |       |
| ---- | ------------ | ------------ | ------------ | ------------ | ------------ | ------------ | ------------ | -------------------------------------- | ---------- | ---------- | ---------- | ----- |
| 2022 |              |              |              |              |              |              |              | 6.051.442                              | 100        | 70         | 170        | [ 3 ] |
| 2021 |              |              |              |              |              |              |              | 6.823.302                              | 85         | 57         | 142        |       |
| 2020 | *2.048       | 75.487.016   | 20.206.818   | 48.332.836   | 38.463.050   | 7.758.300    | 190.250.067  | 7.291.425                              | 76         | 68         | 144        | [ 4 ] |
| 2019 | 27.575.988   | 65.586.022   | 25.676.963   | 35.666.070   | 30.394.187   | 5.930.427    | 190.829.657  | 6.583.603                              | 76         | 72         | 148        |       |

* De afname van de omzet op de Duitse markt in 2020 heeft te maken met de overdracht van de Duitse verkoopactiviteiten in dat jaar, naar Specialized Europe GmbH.